# Unital
Unital, em matemática, refere-se a qualquer "álgebra" (no sentido de estrutura algébrica) que possua um elemento neutro bilateral multiplicativo (também chamado de elemento neutro irrestrito multiplicativo).  
- Isso significa que, para todo elemento "E" da álgebra em questão, se {\displaystyle I_{E}} for o elemento neutro à esquerda apenas e {\displaystyle I_{D}} for o elemento neutro à direita apenas, deve-se obrigatoriamente ter:

## Nomenclatura
Às vezes, quando não há risco de confusão ou em um contexto específico, inequívoco e unívoco, o unital é comumente chamado de "unitário".
Um unital define um monóide multiplicativo, ou seja, se o primeiro existe, o segundo também existirá. No entanto, não se deve confundir o unital com o monóide multiplicativo que o contém, pois este é apenas adjetivamente, e não substantivamente, unital.

## Propriedades
Um unital, como já foi dito, define um monóide multiplicativo. Como em qualquer monóide, uma vez definido, o elemento neutro multiplicativo é único.
A maioria das álgebras associativas em álgebra abstrata, como as álgebras de grupos, as álgebras polinomiais e as álgebras matriciais, é unital, desde que seus anéis também o sejam. Por outro lado, a maioria das álgebras funcionais em análise matemática, como a álgebra das funções degrau infinito para zero, é não unital.
Dadas duas álgebras unitais, A e B, um homomorfismo algébrico f definido por  
f : A → B
é dito unital se transforma o elemento neutro multiplicativo de uma no elemento neutro multiplicativo da outra, e vice-versa.
Se a álgebra associativa A sobre o corpo K for não unital, pode-se adicionar a ela um elemento neutro multiplicativo da seguinte forma: toma-se A×K como o espaço vetorial-K subjacente e define-se a multiplicação * por  
(x,r) * (y,s) = (xy + sx + ry, rs)
para x,y em A e r,s em K.
Então, * é uma operação associativa com elemento neutro (0,1). A álgebra anterior A está contida na nova, e A×K é a álgebra unital "mais geral" que contém A, em termos de construções universais.
De acordo com o glossário de teoria dos anéis, convencionou-se assumir a existência de um elemento neutro multiplicativo em todo anel. Com essa premissa, todos os anéis são necessariamente unitais, assim como todos os homomorfismos entre anéis, e, consequentemente, as álgebras associativas também o são, caso seus anéis o sejam.
Alguns autores que não reconhecem anéis com elemento neutro preferem chamar de "anéis unitais" os anéis providos de elemento neutro e identificar os módulos sobre esses anéis — nos quais o elemento neutro do anel atua como elemento neutro no módulo — como "módulos unitais" (ou módulos unitários).